# Station Newmarket (Nieuw-Zeeland)
Station Newmarket is een spoorwegstation in de Nieuw-Zeelandse stad Auckland. Het station wordt bediend door de Westelijke Lijn, de Zuidelijke Lijn en de Onehunga-Lijn. Het station is het op een na meest gebruikte station van Auckland.
Het station is geopend in 1873. Het ligt in het stadsdeel Newmarket. In 1908 werd er een stationsgebouw gebouwd dat was ontworpen door de architect George Troup. De oorspronkelijke seinhendels van dit gebouw werden tot 2008 gebruikt. Vanwege een verbouwing moest het gebouw in 2008 wijken. In eerste instantie was het plan dat het gesloopt zou gaan worden. Na protesten hiertegen was besloten dat het gebouw zou worden verplaatst. Het is in 2008 naar een tijdelijke plek verplaatst om vervolgens in 2016 bij het nieuwe station Parnell gezet te worden en weer als stationsgebouw te worden gebruikt.
Van 2008 tot 2010 werd het station grondig verbouwd. Het aantal sporen ging van twee naar vier.

## Bediening
De volgende treinen stoppen op station Newmarket:
| Serie           | Treinsoort                           | Route                                                                                    | Bijzonderheden |
| --------------- | ------------------------------------ | ---------------------------------------------------------------------------------------- | --- |
| Westelijke Lijn | Voorstadspoorweg (Auckland One Rail) | Waitematā – Newmarket – New Lynn – Henderson – Swanson                                   | Rijdt iedere twintig minuten. Rijdt in de spits iedere tien minuten. Rijdt 's avonds eens in het halfuur. Station Maungawhau wordt verbouwd en zal in 2026 worden heropend. |
| Zuidelijke Lijn | Voorstadspoorweg (Auckland One Rail) | Waitematā – Newmarket – Ōtāhuhu – Puhinui – Manurewa – Takaanini – Papakura – (Pukekohe) | Rijdt iedere twintig minuten. Rijdt in de spits iedere tien minuten, maar rijdt dan eens in de twintig minuten tot Pukekohe. Rijdt 's avonds eens in het halfuur.           |
| Onehunga-Lijn   | Voorstadspoorweg (Auckland One Rail) | Newmarket – Onehunga                                                                     | Rijdt ieder halfuur. |